# Adalard de Spolète
Pour les articles homonymes, voir Adalard.
 Adalard de Spolète fut duc franc de Spolète en 824.

## Biographie
Selon Eginhard : Adalard surnommé « Adalard le Jeune » est comte du Palais, lorsqu'il est nommé duc de Spolète après la mort duc Suppo Ier. Il n'exerce la fonction que cinq mois avant d'être pris d'une fièvre et de mourir. Il est remplacé par Mauring l'un des fils de son prédécesseur